# Poriadie
Poriadie je naseljeno mjesto u okrugu Myjava u  Trenčínskom kraju u Slovačkoj.

## Stanovništvo
| Godina:     | 1993. | 2003.   | 2013.   | 2023.   |
| ----------- | ----- | ------- | ------- | ------- |
| Broj ljudi: | 716   | 705     | 712     | 713     |
| Razlika:    |       | -1,53 % | +0,99 % | +0,14 % |

| Godina:     | 2022. | 2023.   |
| ----------- | ----- | ------- |
| Broj ljudi: | 701   | 713     |
| Razlika:    |       | +1,71 % |

Prema podacima o broju stanovnika iz 2023. godine naselje je imalo 713 stanovnika.

## Vanjske poveznice
|  | Zajednički poslužitelj ima još gradiva o temi Poriadie |

- Službena stranica naselja (sl.)